# Vassununga termitophila
Vassununga termitophila är en mångfotingart som beskrevs av Christoph D. Schubart 1943. Vassununga termitophila ingår i släktet Vassununga och familjen fingerdubbelfotingar. Inga underarter finns listade i Catalogue of Life.